# 크라프트베르크
크라프트베르크(독일어: Kraftwerk)는 독일의 뒤셀도르프에서 Ralf Hütter와 Florian Schneider가 결성한 전자 음악 그룹으로, 신스팝 및 일렉트로니카 음악의 선구자이자 가장 처음 전자음악의 무한한 가능성을 열고, 성공한 밴드로 불린다. 밴드명인 크라프트베르크는 독일어로 발전소를 뜻하며, 밴드의 컨셉은 거의다 로봇이나, 기타 현대 공업 기술에서 모티브를 따온 것들이다.

## 개요
70년대 중반 독일의 크라프트베르크는 후에 따라올 여러 아티스트들을 위해 소리의 청사진을 만들었다. 브리티시 뉴 로맨틱스에서 힙합, 테크노까지, 그들이 스스로 “로봇 팝”이라 부른 리드미컬한 음악을 전기적인 방법으로 공연했다. 사실상 20세기 말 컨템포러리 팝 씬에 많은 영향력을 행사하는 등 매번 새로운 발전을 보였으며 전자 음악의 선구자로서 그들의 영향력은 끊임없었다. 크라프트베르크는 캔과 탠저린 드림 등 60년대 후반 독일 익스페리멘탈 음악 커뮤니티를 밖으로 이끌어냈다. 최초의 멤버인 플로리안 슈나이더와 랄프 휘터는 뒤셀도르프 대학에서 클래식 음악 학생으로 처음 만났다. 그리고 오르가니제이션이라는 그룹을 결성, 1970년에 음반 Tone Float을 영국에서 발매했다. 슈나이더와 휘터는 곧 오르가니제이션을 해체했고 독일어로 발전소라는 뜻인 크라프트베르크로 개칭했다. 그리고 그들 소유의 스튜디오에서 작업을 시작했다. 그 스튜디오는 후에 클링 클랑이라는 이름이 붙여졌다. 그리고 미니멀리스트 전자 음악의 불모지 같은 곳에서 그들의 음악에 전념했다. 그들의 1971년 데뷔 음반은 Kraftwerk 1이라는 이름으로 만들어졌다. 초기 형태의 그들은 진귀하고 미학적인 실마리를 제공했는데 슈나이더가 집에서 만든 리듬 기계를 음악에 접목시키는 등 새로운 혁신을 보여주었다.

## 결성과 데뷔
라인업은 자주 변경되었는데 한 때 휘터가 그룹을 떠났다. 그러나 1972년 Kraftwerk 2의 발매 시점에 그와 슈나이더는 다시 만났다. 드러머 없이 녹음된 앨범의 리듬은 드럼 기계에 의존했다. 그리고 전례에 없는 로보틱한 사운드를 만들어냈는데 순수한 기술적인 음악의 컨셉은 그 당시 완전히 신선한 것이었다. 잘 받아들여지는 라이브 공연의 시리즈는 크라프트베르크가 1973년 3번째 음반인 Ralf and Florian 작업을 하기 이전에 발매되었다. 그들의 익숙치 않은 혁신적인 컨셉을 위해 연마하고 있었던 시점이었다. 그들의 음악은 점점 더 드러나게 되었는데 그들의 용모 단정하고 과학적인 이미지는 당시 주된 팝 패션과는 완전히 반대되는 것이었다. 크라프트베르크의 미국에서 처음으로 발매된 음반은 1974년도 작품인 Autobahn이었는데 그것은 전 세계적인 히트를 쳤다. 장대한 타이틀 트랙의 수정된 싱글 버전은 독일과 전 세계에서 히트를 쳤다. 그리고 미국에서 팝 앨범 차트에서 더 높은 단계에 이르렀다. 모그 신시사이저를 도입한 Autobahn은 독특한 크라프트베르크 사운드에 결정체를 이루었다. 그 동안 관습적인 팝 구조와 멜로디에 대한 그룹의 최초의 서막이 올랐다. 그리고 주류 음악 시장에서 전자 음악의 영원한 발판을 만들어냈다.

## 그 후
크라프트베르크는 1975년 무선 통신을 테마로 한 컨셉트 음반인 Radio-Activity로 다시 수면에 떠올랐다. 그것은 그들의 전 세계적인 인기를 다시 보여주는 계기가 되었다. 그 음반은 독일어와 영어로 발매되었는데 후자는 76년 초에 발매되었다. 기차 여행이라는 주제로 1977년 Trans-Europe Express가 발매되었는데 그것은 음악의 기계화를 향한 발걸음이었다. 그 라인은 다음 해인 1978년의 The Man Machine라는 이름으로 더욱 극대화되었는데 그것은 인간성의 상실을 드러내는 컨셉이었다. 이때까지 크라프트베르크의 멤버들은 그들을 로봇 같은 사람이라고 묘사했는데 We Are the Robots이란 곡으로 형상화했다. 그들의 영향력은 절정에 다다랐지만 그룹은 정체성을 잃어버렸다. 그들은 1981년의 기술의 새로운 세계적인 지배에 대한 사색인 Computer World에 앞서 그들의 음악이 예견했던 사회로 돌아갈 준비가 되지 않았다. 싱글 곡인 Computer Love로 영국에서 차트 정상을 기록한 후 크라프트베르크는 다시 사라졌으며 1986년의 Electric Cafe 발매까지 5년간 휴업에 들어갔다. 그러나 이때까지 팝 음악은 신시사이저와 드럼 머신이 주를 이뤘는데 그룹의 위상은 약해졌다. 1991년의 The Mix라는 히트곡 모음집으로 그들은 남은 10년간 조용히 지냈다. 그들은 마침내 새로운 싱글인 Expo 2000를 1999년에 발매했고 투어 일정으로 팬들을 놀라게 했다. 녹음 영역에서 크라프트베르크는 1983년 작 Tour de France의 수정 버전으로 투르 드 프랑스 100주년을 기념했다. 그리고 2003년 8월 Tour de France Soundtracks라는 이름의 풀 앨범을 발매했다. 라이브 녹음인 Minimum-Maximum은 2005년에 발매되었다.

## 음반 목록
- Kraftwerk (1970)
- Kraftwerk 2 (1972)
- Ralf and Florian (1973)
- Autobahn (1974)
- Radio-Activity (1975)
- Trans-Europe Express (1977)
- The Man-Machine (1978)
- Computer World (1981)
- Electric Café (1986; Techno Pop in 2009)
- Tour de France Soundtracks (2003)

## 같이 보기
- 로큰롤 명예의 전당 헌액자 목록